# Список византийских императоров армянского происхождения
Армения была родиной множества великих византийских императоров и военачальников. Впервые, идея о византийских императорах армянского происхождения была выдвинута в 1905 г. автором Карапет Тер-Сахагяном. По мнению Энтони Калделлис, — профессора, специализирующегося в области греческой историографии и византийских исследованиях, Николас Адонц «превратил поиск армян в Византии в более научный и менее романтичный националистический процесс». Питер Харанис писал, что фактически, Византийская империя в течение этих двух веков превратилась в греко-армянское государство, где все императоры, начиная от коронации Василия I (867 г.) до смерти Василия II (1025 г.) имели армянское или частично армянское происхождение. Однако, по его же мнению, в Византии этническое происхождение человека не имело значения при условии, что он интегрировался в его культурную жизнь. В связи с этим, Армен Айвазян пишет: «Большая часть этнической армянской элиты Византийской империи, в религиозном и культурном плане, была почти полностью эллинизированна (т. е. романизирована) и, безусловно, ставила имперские интересы выше интересов Армении, сохраняя при этом свою связь с армянской нацией лишь номинально. В основном за получение от своих богатых и влиятельных соотечественников поддержки, а главное, разрешения на их настоящее или предполагаемое благородное происхождение от армянской княжеской или даже королевской (аршакидной) крови».
По мнению Роберта Хьюсена, армянское происхождение имели три императорские династии: Ираклийская, Македонская и Лакапины. Ещё две династии, — Фоки и Дуки, предположительно могли иметь армянское происхождение. Он считал, что не менее 16 императоров и 11 императриц, предположительно, были армянского происхождения и восседали на византийском престоле, совокупно правя империей на протяжении почти трети её истории. В своей работе Хьюсен также отметил, что «апогея своего величия их роль в империи достигла в IX—X веках, когда армяне в виде солдат и офицеров, должностных лиц и императоров доминировали в социальной, военной и политической жизни империи и во-многом были ответственны за её величие». Армяне в Византии составляли в отдельные периоды наиболее значительное этническое меньшинство, занимая видное место в составе господствующего класса империи.  Согласно подсчётам советского и американского историка А. П. Каждана, в XI—XII веках армяне составляли 10—15 % правящей аристократии. 
Некоторые Византинисты Вальтер Каэги , Поль Губер , Энтони Калделлис, Нина Гарсоян , Кристоф Стопка , Питер Харанис  скептически, а в некоторых случаях и вовсе отвергают факт армянского происхождения отдельных византийских императоров.  

Энтони Калделлис очень критически относится к тому, что он называет «армянской ошибкой» в византиноведении. Он посвятил этому вопросу главу в своей книге «Романландия: этническая принадлежность и империя Византия» 2019 года, где пишет : 
"Ни в одном случае мы не можем сказать, что это были «армянские императоры» в каком-либо значимом смысле. Насколько нам известно, все они были римлянами (возможного) армянского происхождения. Ни у одного из них нет культурных или биографических черт, которые связывали бы его с Арменией"
Ниже представлен список императоров Византийской империи, имеющих предположительно армянское происхождение в хронологическом порядке. Происхождение определяется по этнической принадлежности одного из родителей.

## Список императоров и императриц
| Имя | Имя                                                                                               | Годы правления | Примечания |
| --- | ------------------------------------------------------------------------------------------------- | --- | --- |
|     | Маврикий лат. Flavius Mauricius Tiberius лат. Flavius Mauricius Tiberius Augustus греч. Μαυρίκιος | 14 августа 582 — 23 ноября 602 | Зять Тиберия II Константина. Армянское происхождение считается возможным. Обезглавлен по приказу узурпатора Фоки |
|     | Ираклий I лат. Flavius Heraclius лат. Flavius Heraclius Augustus греч. Ηράκλειος                  | 5 октября 610 — 11 февраля 641 | Сын экзарха Африки Ираклия Старшего; с его помощью сверг Фоку. Основатель Ираклийской династии. |
|     | Константин III лат. Heraclius Novus Constantinus греч. Κωνσταντίνος Γ' Ηράκλειος                  | 11 февраля — 24 мая 641 в соправлении с братом Ираклием II | Старший сын Ираклия I |
|     | Ираклий II лат. Constantinus Heraclionus греч. Ηράκλειος Β′                                       | 11 февраля — 24 мая 641 в соправлении с братом Константином III 24 мая — сентябрь 641 единолично | Младший сын Ираклия I. Отрешен сенатом и отправлен в ссылку |
|     | Мизизий лат. Mezezius греч. Μιζίζιος                                                              | 668 — 669 | Узурпатор, провозглашен заговорщиками убившими Константа II. Правил в Сицилии. |
|     | Константин IV греч. Κωνσταντίνος Δ' (ο Πωγώνατος) лат. Constantinus IV                            | 15 сентября 668 — 10 июля 685 | Сын Константа II (внука Ираклия I) и армянки Фаусты |
|     | Тиверий III греч. Τιβέριος Γ' ο Αψίμαρος лат. Tiberius Augustus                                   | 698 — 705 | Армянское происхождение считается возможным. Провозглашен войсками, низложил и заточил в монастырь Леонтия. Свергнут Юстинианом II, а затем им казнен вместе с Леонтием. |
|     | Филиппик Вардан греч. Φιλιππικὸς Βαρδάνης лат. Philippicus Bardanes                               | 11 декабря 711 — 3 июня 713 | Провозглашен войсками, низложил и казнил Юстиниана II (сына Константина IV). Свергнут своим секретарем Артемием, принявшим затем имя Анастасий II |
|     | Артавазд греч. Ἀρταύασδος лат. Artabasdos                                                         | июнь 741 — 2 ноября 743 (кроме Малой Азии) | Изначально — наместник фемы Армениак. Провозглашен императором армией. Был соперником Константина V, который правил в Малой Азии. После победы Константина Артавазд был ослеплен и сослан в монастырь. |
|     | Лев V Армянин греч. Λέων Ε΄ ὁ Ἀρμένιος лат. Leo V Armenius                                        | 11 июля 813 — 23 декабря 813 единолично 23 декабря 813 — 25 декабря 820 сделал соправителем сына Константина Симбата | Провозглашен войсками, добился отречения в свою пользу Михаила I Рангаве. Убит приверженцами Михаила II Травла во время рождественской службы в соборе св. Софии |
|     | Константин Симбат греч. Κωνσταντίνος Συμβάτιος                                                    | 23 декабря 813 — 25 декабря 820 | Соправитель своего отца Льва V Армянина. Убит приверженцами Михаила II Травла во время рождественской службы в соборе св. Софии |
|     | Блаженная Феодора греч. Θεοδώρα                                                                   | 20 января 842 — 856 | Жена императора Феофила. Правила в качестве регента своего сына Михаила III. По мнению некоторых исследователей, происходила из армянской семьи, возможно из княжеского рода Мамиконянов |
|     | Михаил III греч. Μιχαήλ Γ' (ο Μέθυσος)                                                            | 840 — 20 января 842 соправитель отца Феофила 20 января 842 — 856 с регентом — матерью Феодорой 856 — 26 мая 866 единолично 26 мая 866 — 24 сентября 867 сделал соправителем Василия I                                                                                              | Сын императора Феофила от Феодоры. Убит сторонниками Василия I. |
|     | Василий I греч. Βασίλειος Α΄ (ο Μακεδών)                                                          | 26 мая 866 — 24 сентября 867 соправитель Михаила III 24 сентября 867 — 29 августа 886 единолично, при этом: 6 января 868 — 3 сентября 879 его соправителем был сын Константин с 870 сделал соправителем 2-го сына Льва VI с 879 сделал соправителем 3-го сына Александра           | По мнению некоторых авторов, армянин по происхождению, Василий родился в феме Македония от которой и получила название основанная им династия. Пришел к власти, став сначала соправителем Михаила III, а затем организовав его убийство. |
|     | Константин Македонянин греч. Κωνσταντίνος Μακεδών                                                 | 6 января 868 — 3 сентября 879 соправитель Василия I кроме того, с 870 соправитель брата Льва VI | Старший сын и соправитель Василия I. Планировалось, что он унаследует трон, но в 879 году Константин скончался. |
|     | Лев VI Мудрый греч. Λέων ΣΤ΄ Μακεδών (ο Σοφός)                                                    | с 870 соправитель отца Василия I и брата Константина Македонянина с 3 сентября 879 соправитель отца Василия I и с 879 брата Александра 29 августа 886 — 15 мая 908 соправитель брата Александра 15 мая 908 — 11 мая 912 соправитель брата Александра и своего сына Константина VII | Сын и изначально соправитель Василия I, после смерти которого правил со своим братом Александром и сыном Константином VII Багрянородным. Существует теория что Лев мог быть незаконнорождённым сыном Михаила III, так как его мать Евдокия Ингерина до замужества с Василием была любовницей Михаила. |
|     | Александр греч. Αλέξανδρος Μακεδών                                                                | с 879 соправитель отца Василия I и брата Льва VI с 29 августа 886 соправитель брата Льва VI 15 мая 908 — 11 мая 912 соправитель брата Льва VI и племянника Константина VII 11 мая 912 — 6 июня 913 соправитель племянника Константина VII                                          | Сын и изначально соправитель Василия I, затем правил вместе со своим братом Львом VI а позже племянником Константином VII |
|     | Роман I Лакапин греч. Ρωμανός Α΄ Λακαπήνος                                                        | 17 декабря 920 — 16 декабря 944 соправитель зятя Константина VII, затем добился назначения соправителями своих 3-х детей и 2-х внуков (называемых Лакапинами) | Происходил из семьи армянских крестьян. Роман дослужился сперва до начальника императорского флота а затем выдав замуж свою дочь за императора Константина VII Багрянородного стал соправителем последнего. Фактически вся реальная власть в империи была в руках Лакапина. |
|     | Христофор греч. Χριστόφορος Λακαπηνός                                                             | 20 мая 921 — 14 августа 931 соправитель Константина VII Багрянородного и представителей рода Лакапинов | Сын Романа I Лакапина |
|     | Стефан греч. Στέφανος Λακαπηνός                                                                   | 25 декабря 924 — 26 января 945 соправитель Константина VII Багрянородного и представителей рода Лакапинов, при этом 16 декабря 944 — 26 января 945 являлся автократором | Сын Романа I Лакапина. После того как в 943 году Роман I составил завещание, в соответствии с которым после его смерти старшим императором должен был стать Константин VII, вместе с братом Константином организовал заговор, и 20 декабря 944 года братья вывезли отца на остров Проти, где заставили отречься от престола и насильно постригли в монахи. После 40 дней правления братья сами были изгнаны по обвинению в заговоре против Константина VII |
|     | Константин Лакапин греч. Κωνσταντίνος Λακαπηνός                                                   | 25 декабря 924 — 26 января 945 соправитель Константина VII Багрянородного и представителей рода Лакапинов | Сын Романа I Лакапина, вместе с братом Стефаном сверг своего отца. |
|     | Роман Лакапин греч. Ρωμανός Λακαπηνός                                                             | 927 — 26 января 945 соправитель Константина VII и представителей рода Лакапинов | Представитель рода Лакапинов, сын Христофора |
|     | Михаил Лакапин греч. Μιχαήλ Λακαπηνός                                                             | 14 августа 931 — 26 января 945 соправитель Константина VII и представителей рода Лакапинов | Представитель рода Лакапинов, сын Христофора |
|     | Роман II греч. Ρωμανός Β΄                                                                         | 6 апреля 945 — 9 ноября 959 соправитель отца Константина VII 9 ноября 959 — 15 марта 963 единовластно с 960 сделал соправителем сына Василия II, а с 962 и сына Константина VIII                                                                                                   | Сын Константина VII Багрянородного и Елены Лакапины, дочери Романа I Лакапина |
|     | Никифор II Фока греч. Νικηφόρος Β΄ Φωκᾶς                                                          | 2 июля 963 — 10 декабря 969 соправитель пасынков Василия II и Константина VIII | Происходил из семьи Фок. Выходцы из Каппадокии, значительную часть населения которой в тот период составляли армяне, Фоки возможно имели армянское происхождение. Сын полководца Варды Фоки, Никифор был провозглашен императором войсками, женился на вдове Романа II Младшего Феофано, которая была регентом своих сыновей Василия II и Константина VIII. Убит Иоанном I Цимисхием при помощи супруги Феофано.                                           |
|     | Иоанн I Цимисхий греч. Ιωάννης Α΄ Τζιμισκής                                                       | 10 декабря 969 — 10 января 976 соправитель Василия II и Константина VIII | Полководец, принял участие в убийстве Никифора II Фоки. Возможно был отравлен. |
|     | Константин X Дука греч. Κωνσταντίνος Ι΄ Δούκας                                                    | 24 ноября 1059 — 22 мая 1067 с 1059 сделал соправителями сыновей Михаила VII Дуку и Константина Дуку | Этническая принадлежность семьи Дук доподлинно неясна. Существует гипотеза об их армянском происхождении, однако она не доказана. Константин Дука пришел к власти добившись отречения в свою пользу Исаака I Комнина. |
|     | Андроник III Палеолог греч. Ανδρόνικος Γ' Παλαιολόγος (ο Νέος)                                    | с 1325 соправитель деда Андроника II Палеолога май 1328 — 15 июня 1341 единолично | Сын Михаила IX Палеолога и армянской царевны Риты, дочери короля Армении Левона II. Внук и соправитель Андроника II Палеолога. |